# 코르덜레인 대치
코르덜레인 대치(Coeur d'Alene, Idaho labor confrontation)는 1899년 아이다호주 코르덜레인 시에서 벌어진 광부들과 광산주들 사이의 분쟁이다. 1892년의 코르덜레인 파업과 함께 코르덜레인에서 벌어진 양대 주요 노동쟁의로 꼽힌다.
광산주들의 임금 삭감이 원인이었으며, 핑커톤, 시엘을 비롯한 용역깡패들이 노조에 침투해 내부 공작을 벌이는가 하면 노조에 가입한 광부들을 해고하는 등의 탄압이 가해졌다.

## 같이 보기
- 에드 보이스
- 빌 헤이우드
- 콜로라도 노동전쟁